# Río Goulburn
El Río Goulburn es el nombre que llevan dos ríos en Australia, ubicados en los Estados de Victoria y Nueva Gales del Sur Son afluentes de la orilla izquierda del río Murray.

## Geografía
Con una longitud de 529 kilómetros, el río Goulburn discurre por el interior de Victoria, toma su nombre de Henry Goulburn. La cabecera se origina al oeste de los Alpes Australianos, cerca del Monte Buller. La presa Eildon ha creado el lago del mismo nombre y es una de los más grandes depósitos de almacenamiento de agua. Esta agua se utiliza para el riego y se envía a la presa en la cuenca del Waranga.
Al norte de Eildon, el río Goulburn entra en las llanuras del norte de Victoria y, finalmente, desemboca en el río Murray, cerca de Echuca. La productividad agrícola de la superficie de regadío es importante.
Entre sus afluentes se encuentran incluidos el Delatite, el Rubicon, el Howqua y el Jamieson.